# 아레사 프랭클린
아레사 루이즈 프랭클린(영어: Aretha Louise Franklin 어리사 루이스 프랭클린[*], 1942년 3월 25일 ~ 2018년 8월 16일)은 미국의 국보가수 싱어송라이터이자 피아니스트이다. 음악계에서는 솔의 여왕이라고 불린다.

## 생애
멤피스에서 태어나, 디트로이트에서 자랐다. 아버지 C.L. 프랭클린은 침례교 전도사이자, 복음성가 가수였다. 12세 때 디트로이트에 있는 아버지의 교회에서 성가를 부르며 성장하면서 가수 경력을 시작하였다.
미국 타임즈가 선정한 20세기 문화예술인 20명 중 한 명이며, 롤링 스톤즈에서 선정한 대중음악 역사상 9번째로 위대한 예술가에 선정되었으며, 영국 모조가 선정한 '대중음악 역사상 가장 위대한 가수 100명'에서 1위로 선정되었다.
여성 아티스트들 중 플래티넘 싱글(100만장 이상)을 가장 많이 만들어냈으며, 그래미 어워드에서 무려 18개의 상을 수상했다. 또한 1987년에 로큰롤 명예의 전당에 여성 흑인 아티스트로서 처음으로 입성하였다.
빌보드 R&B 차트 1위곡 최다 보유자(20곡)이며, 'Amazing Grace'로 세계에서 가장 많이 팔린 가스펠 앨범 기록을 세우기도 했다.
미국 가요계에서의 그녀의 입지만큼 전성기 시절의 가창력 또한 최고의 기량을 자랑하는데, 세계 최고의 여성 보컬리스트로 손꼽히는 휘트니 휴스턴마저도 유일하게 아레사 프랭클린의 다음 순서 무대만은 서기 싫어했다고 한다.
완벽한 강약 조절과 리듬감, G2에서 D6를 자유자재로 넘나드는 광활한 음역대와 기관총처럼 난사하는 음정 피치들을 포함해 최정상급 가수들도 주눅 들게 했던 전설적인 아티스트이다.
그녀의 엄청난 실력을 보여주는 일례로, 세계적인 테너 루치아노 파바로티가 예정대로 부르기로 되어있었지만 사정상 참석하지 못한 'Nessun Dorma' 무대를 파바로티의 음역에 맞춰진 오케스트라의 원래 키대로 소화해내서 언론과 아티스트들의 극찬을 받은 바 있다. 심지어 아레사 프랭클린은 해당 무대의 악보와 가사를 암기하고 세션과 맞춰보는데 15분밖에 시간이 없었다고 한다.
비슷한 시기에 VH1 Divas Live 라는 공연에서 머라이어 캐리와 셀린 디온을 비롯한 5명의 여가수들과 함께 노래를 불렀다. 전설적인 셀러브리티인 5명의 여가수들 사이에서도 가창력이 압도적이었다고 한다.
후일담으로, 5명의 여가수 중 한 명이었던 캐롤 킹의 회고 인터뷰에 따르면 당시 50대 후반이었던 아레사의 가창력을 아무도 따라갈 수 없었다고 한다.
이처럼 엄청난 가창력에 항상 그녀는 위대한 보컬리스트 순위를 꼽을 때면 여성 중에선 당연히 부동의 1위, 남성들과 견주어도 1~2위를 다툴만한 실력으로 평가받는다.
여가수들의 전설이라 불리는 휘트니 휴스턴, 머라이어 캐리, 셀린 디온에게조차 아레사 프랭클린은 가장 존경하는 보컬리스트로 꼽힌다.
그녀를 상징하는 대표곡을 꼽는다면 단연 Respect와 Amazing Grace 일 것이다. 소울의 제왕으로 불렸던 오티스 레딩이 작곡한 Respect는 음악적 완성도 뿐만 아니라 여성의 당당함을 표현한 내용으로도 유명하다. Amazing Grace는 세계에서 가장 유명한 가스펠 곡으로 정평이 나 있다.
2018년 8월 16일 디트로이트에 있는 자택에서 76세의 나이에 췌장암으로 사망했다.

## 경력
1961년 이후 콜롬비아 레코드와 계약한 이후에 수많은 히트곡을 내놓으면서 지금의 자리에 서게 되었다. 복음성가에서 팝 음악으로 전향하기 시작하였고, 수많은 녹음에서 자신의 피아노 연주를 선보인다.
아레사 프랭클린이 가장 인기있던 시기는 1960년대 후반과 1970년대 초반이었다. 1967년 〈I Never Loved a Man(The Way I Love You)〉, 〈Respect〉, 〈Baby, I Love You〉, 〈(You Make Me Feel Like)A Natural Woman〉, 〈Chain of Fools〉등 톱 10 히트곡 5곡을 녹음했다. 특히 1967년에 녹음된 〈Respect〉는 인권운동 축가와 아프리카계 미국인에게 자존심의 상징이 되었다.
1968년에 녹음된 곡들은 〈(Sweet Sweet Baby)Since You've Been Gone〉, 〈Think〉, 〈The House That Jack Built〉와 〈I Say a Little Prayer〉 등이 있다. 다른 히트곡으로는 〈Share Your Love with Me〉(1969년), 〈Calle Me〉(1970년), 〈Spanish Harlem〉과 〈Rock Steady〉(둘다 1971년), 〈Day Dreaming〉(1972년), 〈Until You Come Back to Me(That's What I'm Gonna Do)〉(1973년), 〈Freeway of Love〉(1985년) 등이 있다. 듀엣으로 불렀던 곡들로는 〈Sisters Are Doing It For Themselves〉(1985년 유리스믹스와 듀엣), 〈I Knew You Were Waiting (For Me)〉(1987년 조지 마이클과 듀엣) 등이다.
또한 〈Amazing Grace〉(1972년)와 〈One Lord, One Faith, One Baptism〉(1987년)은 성가복음으로 녹음한 앨범들이다.
이 후, 1991년에 그래미 레전드상(Grammy Legend Award)을 받기도 했다. 21차례 그래미상을 수상하였다.
1987년 로큰롤 명예의 전당에 여성 가수로서는 처음으로 헌액되었다. 저서로는 〈어리사:이 뿌리들로부터〉(1999년 발간)가 있다.
2008년에는 미국의 잡지 《롤링 스톤》이 선정한 '록 역사상 가장 위대한 가수' 순위중 엘비스 프레슬리를 밀치고 1위를 차지하였다. 한편 아레사 프랭클린은 2009년 버락 오바마 미국 대통령의 취임식에서 〈My Country, 'Tis of Thee〉를 불러 주목을 받았다.2008년 2월 10일 그녀는 스테이플스 센터에서 열린 제50회 그래미 어워드에서 "Never Gonna Break My Faith"와 "Old Landmark"를 공연했다.